# Région de la Kara
Pour les articles homonymes, voir Kara.
La région de la Kara est une région du nord du Togo. Son chef-lieu est Kara.

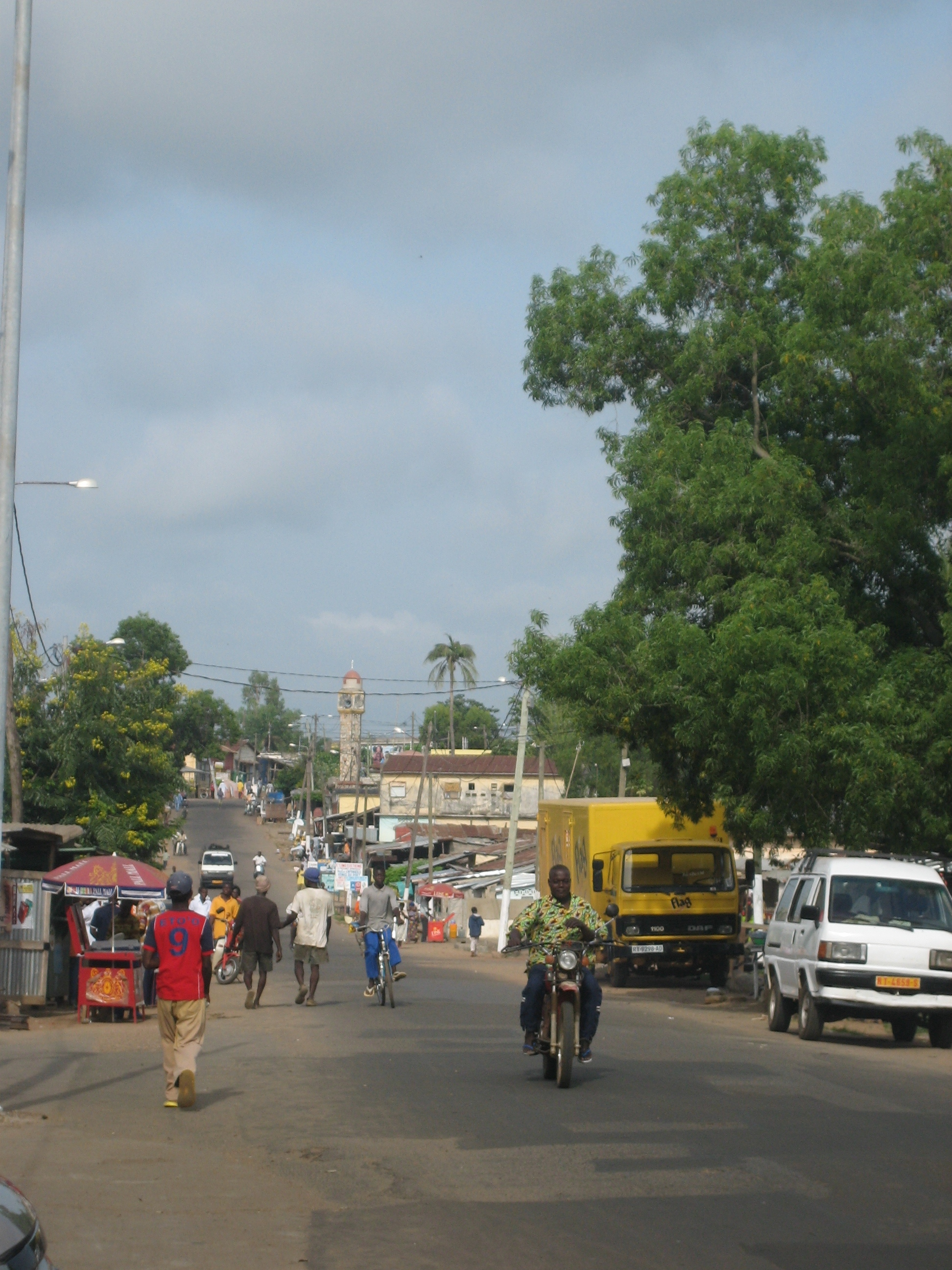
Rue de la ville de Kara, Togo Rue de Kara

La région se localise dans le nord du Togo , précisément en   pays kabyé. 
Les Kabyés  « paysans de pierre » sont excellents dans l'art de la lutte, et de la culture en terrasse (il s'agit d'une région particulièrement aride et montagneuse). 
Les monts Défalé sont formés de longues chaînes parallèles couvertes de nérés, de baobabs et de palmiers tandis que les monts Défalé touchent le pays Tamberma vers l'Est. Historiquement connue sous le nom de « pays Tamberma », cette région, habitée par les Batammariba, porte officiellement le nom de « Koutammakou » depuis son inscription en 2004 par un comité désigné par l'UNESCO  sur la liste du patrimoine mondial. Elle est connue pour ses « châteaux forts » construits en terre glaise, sa plaine luxuriante et ses montagnes verdoyantes. 
On découvre aussi le parc national et la réserve de chasse de la Kéran situé à 92 km de Kara, ce site d'une superficie de 163 240 hectares aménagé en Parc national (109 240 ha) et en réserve de chasse (54 000 ha) recèle une potentialité faunique riche et variée : troupeaux d'éléphants, buffles, antilopes, avifaune bien représentée (pintades, francolins, poules de rochers, oiseaux de tous genres), primates, sans oublier les rivières Kéran et Koumongou avec leurs bancs de poissons. 
Il s'y trouve aussi le barrage de la Kozah qui alimente en eau potable toute la région.

## Subdivisions administratives
- Assoli (Préfecture d'Assoli) chef-lieu : Bafilo
- Bassar (Préfecture de Bassar) chef-lieu : Bassar
- Binah (Préfecture de la Binah) chef-lieu : Pagouda
- Dankpen (Préfecture de la Dankpen) chef-lieu : Guérin-Kouka
- Doufelgou (Préfecture de Doufelgou) chef-lieu : Niamtougou
- Kéran (Préfecture de Kéran) chef-lieu : Kandé
- Kozah (Préfecture de Kozah) chef-lieu : Kara (capitale régionale)

Les chefs-lieux de préfectures cités ci-dessus sont les principales villes de la région.

## Autres villes
Autres villes de la région de Kara :
- Adumdé
- Anandé
- Atalote
- Binaparba
- Bissibi
- Bohou
- Borbogou
- Boufale
- Boundiale
- Djamdè
- Dyambe
- Farende
- Inare
- Kaoua
- Kemerida
- Ketao
- Kiteou
- Konadiou
- Koumerida
- Kouni
- Koutaou
- Koutougou
- Kpassidè
- Kpezinde
- Kuta
- Lama-Kara
- Lama-Bou
- Landa
- Lassa
- Lolu
- Nadoba
- Natchamba
- Nouhoulme
- Pagouda
- Pessidé
- Piya
- Sara-Kawa
- Sirka
- Sola
- Soumdina
- Ssirka
- Tcharé
- Tchitchao
- Yadé

## Transports
- L'aéroport international de Niamtougou, situé à environ quatre kilomètres au nord-ouest de Niamtougou, dessert la région de la Kara.